# محمد غورغن
محمد غورغن (بالتركية: Mehmet Gürgen)‏ (مواليد 30 ديسمبر 1968) هو ملاكم تركي، مثّل بلاده في الألعاب الأولمبية الصيفية 1992.

## روابط خارجية
محمد غورغن على موقع أوليمبيديا (الإنجليزية)